# Nanjing (Pechino)
Nanjing, italianizzabile in "Nanchino" ma da non confondere con l'omonima città dello Jiangsu, era il nome della moderna Pechino durante la dinastia Liao, quando i sovrani Kitai fecero della città, già nota come Youzhou, la loro "Capitale Meridionale". Per ovviare al problema gli storici cinesi utilizzano il nome "Liao Nanjing" (cinese: 遼南京T, 辽南京S, Liáo NánjīngP, lett. "Capitale Meridionale dei Liao") per distinguere l'antesignana di Pechino dall'attuale Nanchino.
I Liao acquisirono la città di Youzhou, nella c.d. "Cessione delle Sedici Prefetture" del 938 dai Jìn Posteriori, una delle cinque dinastie di breve durata che governarono la Cina settentrionale dopo la fine della dinastia Tang. La città fu inizialmente ribattezzata Nanjing, Youdu Fu (南京 幽 都府) e poi (1012) Nanjing, Xijin Fu (南京 析 津 府) ma era anche colloquialmente definita all'epoca Yanjing. Nel 1122, la città fu conquistata dalla Dinastia Jin di etnia Jurchen e fu ufficialmente ribattezzata Yanjing, ponendo fine all'uso del nome "Nanchino" per quella che oggi è la moderna Pechino.

## Storia

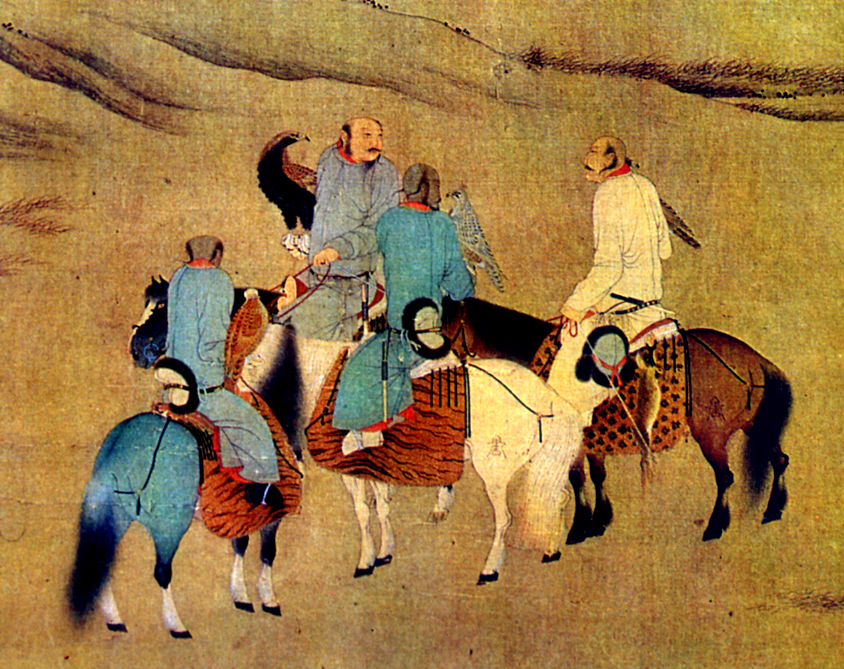
I Kitai erano un popolo nomade della Mongolia interna - Dipinto di cacciatori Kitai di Hu Gui delle Cinque Dinastie.

Prima della sua cessione ai Liao nel 938, Youzhou era stata centro regionale nel nord della Cina per due millenni. La città, conosciuta nelle epoche precedenti come Ji, era la capitale degli antichi stati di Ji e Yan (da cui il nome alternativo Yanjing, lett. "Capitale di Yan") e divenne sotto la dinastia Tang un importante comando militare per proteggere la frontiera settentrionale dai barbari Kitai e Xi. Dopo la caduta dei Tang nel 907, il leader kitano Yelü Abaoji si dichiarò imperatore a Shangjing (l'odierna Bandiera sinistra di Bairin, Mongolia interna ) nel 918 e iniziò ad espandersi verso sud.
Nel 936, suo figlio, Yelü Deguang, ribattezzò la dinastia "Liao" e nel 938 aiutò Shi Jingtang, un generale shatuo, a rovesciare la dinastia Tang posteriore e fondare la dinastia Jin posteriore. In cambio dell'assistenza militare di Liao, Shi Jingtang cedette loro le Sedici Prefetture che si trovavano lungo la Grande Muraglia. I Liao fecero quindi delle due principali città acquisite, Youzhou (moderna Pechino) e Yunzhou (moderna Datong), le capitali meridionali e occidentali del loro impero in crescita. Alla città Liao Nanchino spettava l'amministrazione della circoscrizione meridionale dell'impero, comprendente il territorio a prevalente etnia Han a sud delle montagne Taihang.
Sotto il dominio Liao, la popolazione all'interno della città crebbe da 22.000 nel 938 a 150.000 nel 1113 (la popolazione della regione crebbe da 100.000 a 583.000 ab.) grazie alla migrazione congiunta di Kitai, Xi, Shiwei e Balhae da nord e Han da sud.

### Guerre Liao-Song

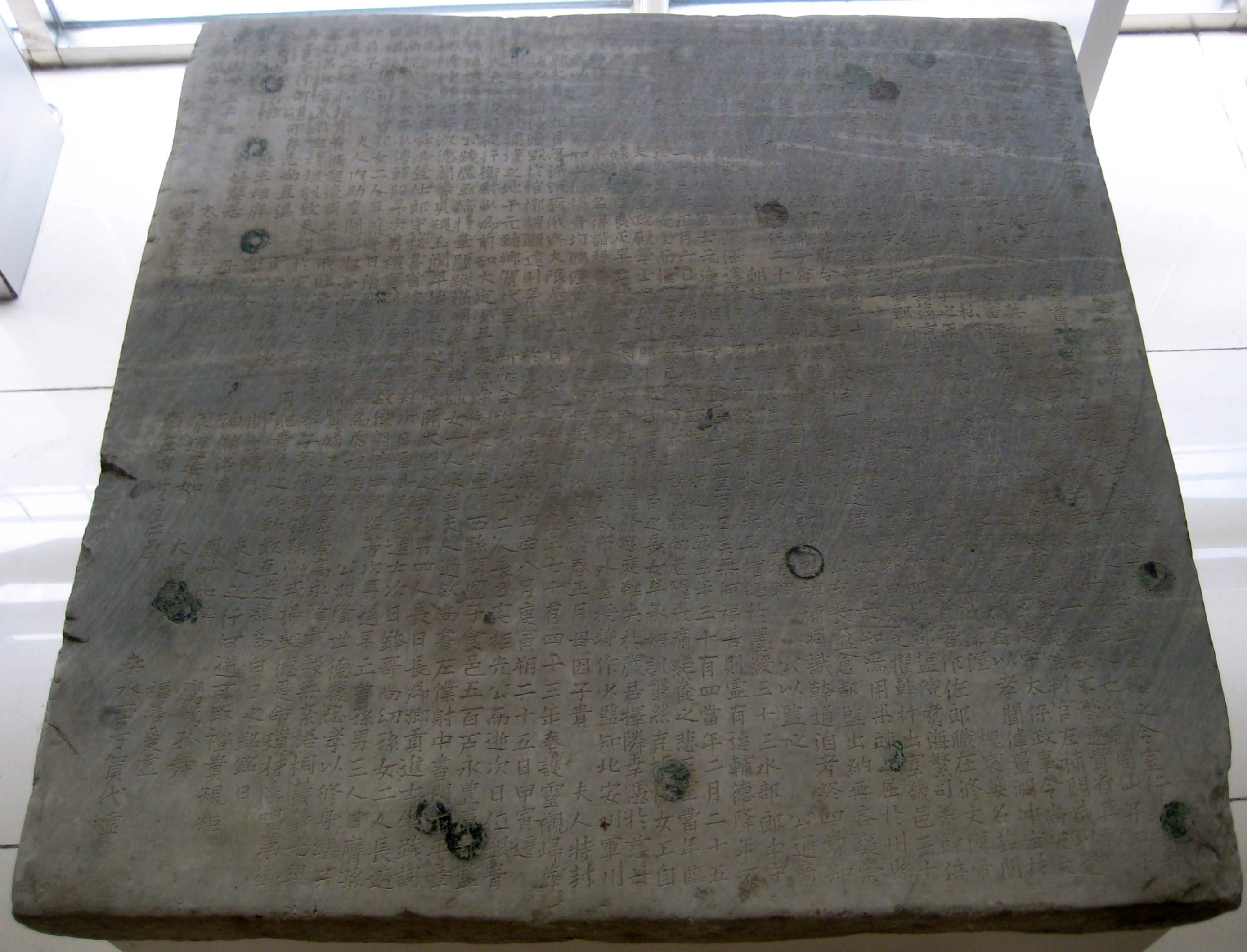
Una lapide dell'Era Liao trovata nella tomba dell'ufficiale Li Jicheng e della moglie a Liao Nanchino (distretto di Fengtai) nel 2002.

Dopo aver unificato il resto della Cina nel 960, la dinastia Song cercò di riconquistare i territori settentrionali perduti. Nel 979, l'imperatore Song Taizong guidò personalmente una spedizione militare che raggiunse e assediò Liao Nanchino ma fu sconfitta nella decisiva battaglia del fiume Gaoliang, a nord della città. Nel 1004, Song e Liao firmarono il Trattato di Chanyuan e rimasero in pace per più di un secolo.

### Guerre Liao-Song-Jin

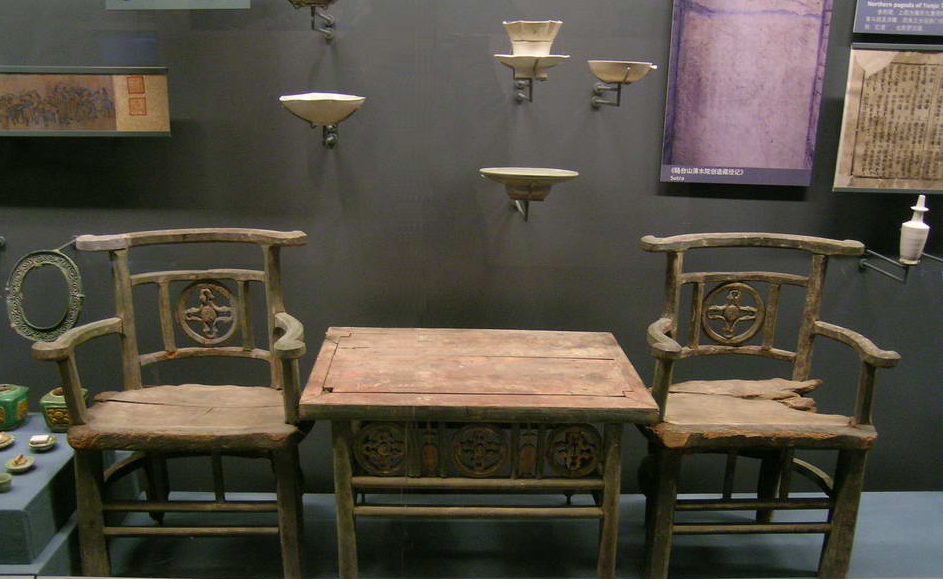
Mobili dell'Era Liao rinvenuti nel distretto di Fangshan.

Nel 1120, i Song si allearono con la Dinastia Jīn (1115-1234) di etnia Jurchen, un popolo tunguso semi-agricolo che viveva nelle foreste a nord-est dei Liao nella moderna Cina nordorientale. Song e Jīn si accordarono per invadere congiuntamente i Liao e spartirsene i territori (la maggior parte delle Sedici Prefetture sarebbe comunque spettata ai Song). Sotto la guida di Wanyan Aguda, il fondatore della dinastia Jin, gli Jurchen catturarono in rapida successione le capitali Liao di Shangjing (Capitale Superiore), Zhongjing (Capitale Centrale) e Dongjing, (Capitale Orientale).
Nella primavera del 1122, la corte di Liao si radunò attorno al principe Yelü Chun e lo incoronò imperatore a Nanchino fondando la dinastia Liao settentrionale. Yelü Chun respinse gli appelli Song alla rese, così i Song inviarono il loro generale Tong Guan a catturare Nanchino in maggio. L'armata Song, divisa in due tronconi, fu sconfitta: l'esercito orientale di Zhong Shidao fu sconfitto da Yelü Dashi a Baigou (nella contea di Rongcheng, Hebei) e l'esercito occidentale di Xin Xingzong fu respinto da Xiao Gan a Fancun (nella moderna Zhuozhou, Hebei).
Dopo che Yelü Chun morì di malattia all'inizio dell'estate, l'imperatrice Vedova Xiao Defei assunse il comando e Tong Guan mandò Liu Yanqing ad attaccare Nanchino a settembre con 150.000 uomini. Gao Feng e Guo Yaoshi, i comandanti Liao di Yizhou e Zhuozhou, si arresero nelle rispettive città. Guo Yaoshi guidò quindi l'avanguardia dell'esercito Songi in un raid a Nanchino. Mandò il subordinato Zhen Wuchen con cinquanta soldati cammufati da cittadini per impadronirsi di Porta Yingchunmen. Guo Yaoshi e il resto dei predoni entrarono in città, conquistarono il Tempio di Minzhong e riuscirono a controllare sette delle otto porte cittadine. L'imperatrice Xiao si rifiutò di arrendersi o fuggire: inviò rinforzi e continuò a resistere dalla cittadella, sfruttando il baluardo rialzato di Xuanhemen.
Dopo tre giorni di combattimenti di strada, i "Quattro Eserciti" Liao di Xiao Gan, così chiamati perché costituiti da eserciti di truppe Khitan, Xi, Han e Balhae, raggiunsero la città, precedendo il grosso del corpo di spedizione Song in marcia, e vi entrarono passando per l'unica porta rimasta in mano Liao: Danfengmen. Secondo i resoconti Song, quella porta era stata ignorata perché sprangata. I rinforzi di Xiao Gan sortirono quindi dalle porte nord e est della cittadella e sorpresero gli uomini di Guo Yaoshi. occupati a saccheggiare nell'attesa dei rinforzi Song. Dopo pesanti combattimenti nei mercati a nord della città, i Song furono sconfitti e intrappolati. Guo Yaoshi fuggì calandosi dalle mura della città ma dei suoi 7.000 incursori solo 400 riuscirono a fuggire con lui. Xiao Gan passò poi a sconfiggere l'armata Song di Liu Yanqing.
Nell'inverno del 1122, l'esercito Jin attraversò il Passo Juyong e marciò su Nanchino da nord. Questa volta, l'imperatrice Xiao fuggì nelle steppe e gli altri ufficiali Liao capitolarono. Wanyan Aguda permise agli ufficiali che si arrendevano di mantenere le loro posizioni e incoraggiò i rifugiati a tornare in città che fu ribattezzata Yanjing.

### Dominio dei Song: Nanjing diventa Yanshan
Nella primavera del 1123, Wanyan Aguda accettò, secondo i termini del trattato, di consegnare Yanjing e altre quattro prefetture ai Song in cambio di un tributo. La consegna avvenne dopo che gli Jurchen avevano saccheggiato la ricchezza della città e costretto tutti i funzionari e gli artigiani a trasferirsi nella capitale Jin a Shangjing (vicino all'attuale Harbin). Ora signori della città, i Song la ribattezzarono Yanshan (燕山) ma il loro dominio vi ebbe vita breve.
Mentre il convoglio di residenti trasferiti a Nanchino passava da Pingzhou (vicino a Qinhuangdao ) nel loro viaggio verso nord-est, persuasero il governatore Zhang Jue a riportarli nella loro città natale. Zhang Jue, un ex ufficiale di Liao che si era arreso alla dinastia Jin, risolse di schierarsi con i Song. L'imperatore Song Huizong accolse con favore la sua defezione, ignorando gli avvertimenti dei suoi diplomatici secondo cui gli Jurchen avrebbero considerato l'accettazione dei disertori come una violazione dei termini del trattato. Zhang Jue fu attaccato e sconfitto dagli Jurchen e si rifugiò con Guo Yaoshi a Yanshan.
I Song giustiziarono allora Zhang Jue per soddisfare le richieste di Jin, con grande allarme di Guo Yaoshi e di altri ex ufficiali Liao schieratisi con i Song. Gli Jurchen, intuendo la debolezza dei Song, usarono l'incidente di Zhang Jue come casus belli. Nel 1125, le forze Jin sconfissero Guo Yaoshi nella battaglia del fiume Bai, nella parte superiore del fiume Chaobai (attuale contea di Miyun). Guo Yaoshi consegnò ai Jin Yanshan, poi li guidò nella rapida avanzata verso la capitale Song di Kaifeng, dove l'imperatore Song fu catturato nel 1127, ponendo fine alla dinastia. Yanshan tornò allora a chiamarsi Yanjing.

### Dominio dei Jin: Nanjing diventa Zhongdu
Nel 1151, la dinastia Jin trasferì la sua capitale da Shangjing a Yanjing, ribattezzando la città Zhongdu. Gli Jurchen ampliarono la città a ovest, est e sud. Le mura settentrionali vennero ampliate verso est e ovest. Tongtianmen mutò nome in Tongxuanmen e Gongchenmen in Chongzhimen. Danfengmen divenne la porta meridionale della nuova città imperiale di Zhongdu e fu ribattezzata Xuanyangmen.

## Descrizione

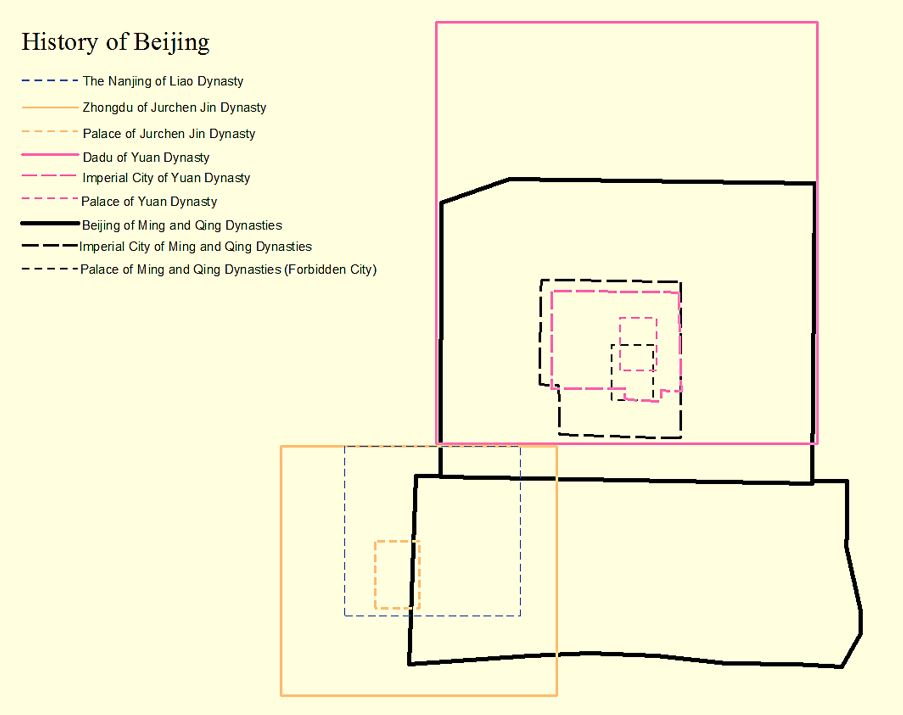
Mappa che mostra il cambiamento delle fortificazioni di Pechino durante le dinastie Liao, Jurchen Jin, Yuan, Ming e Qing.

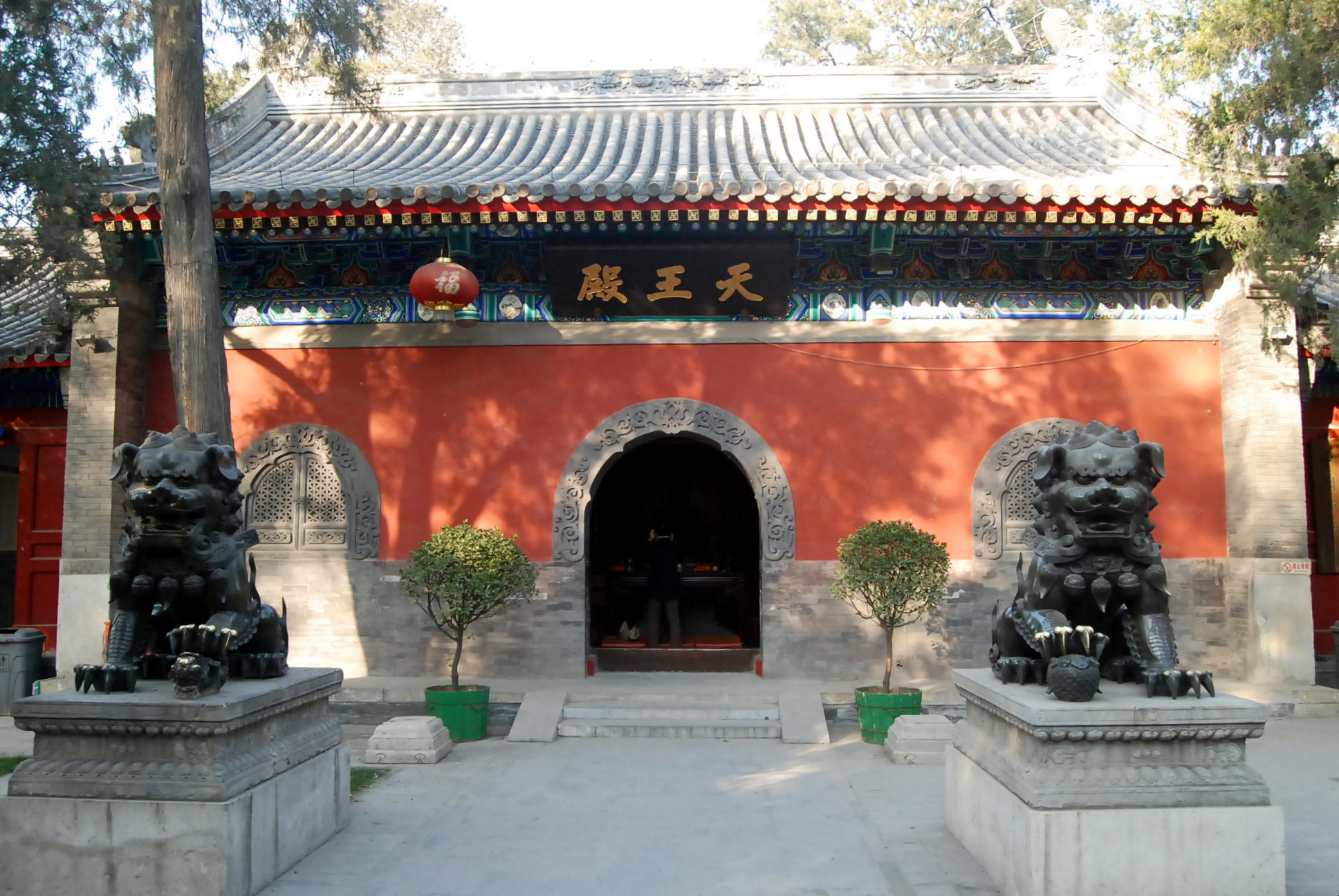
La Sala dei Re Celesti nel Tempio Fayuan (distretto di Xicheng). Il tempio era noto come "Tempio di Minzhong" e si trovava a est della città imperiale di Nanjing.

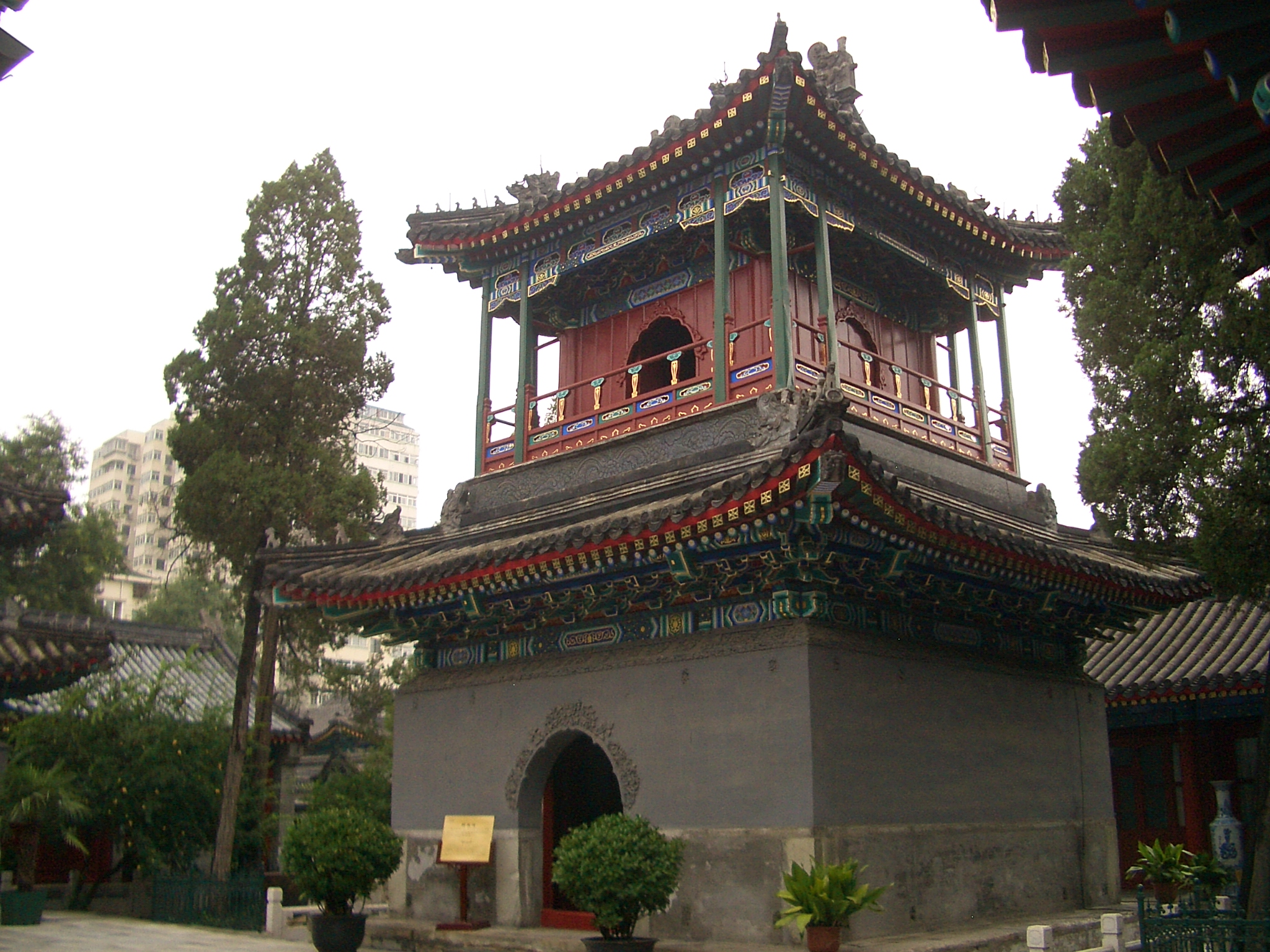
Un minareto nella Moschea Niujie, fondata nel 996, oggi la più antica moschea di Pechino.

La Nanchino dei Liao si trovava nella parte sud-occidentale della moderna Pechino, nella metà meridionale del Distretto di Xicheng (ex Distretto di Xuanwu).

### Città Esterna
La capitale Liao ereditò la cinta muraria e l'impianto urbanistico del preesistente centro abitato di Youzhou, fondato dalla prima dinastia Tang. La cinta muraria esterna aveva un perimetro di 36 li (25-27 li secondo alcuni studiosi), era alta 9 m e larga 4,5 m nella parte superiore. La città aveva otto porte (men), due ciascuna in ciascuna direzione cardinale: Andongmen ("Pacifica Porta Orientale") e Yingchunmen ("Porta del Benvenuto alla Primavera") a est, Kaiyangmen ("Porta del Potere Rivelato") e Danfengmen ("Porta della Fenice Rossa") a sud, Xianximen ("Gloriosa Porta Occidentale") e Qingpumen ("Porta del Chiaro Suono") a ovest e Tongtianmen ("Porta per raggiungere il Paradiso") e Gongchenmen ("Porta del Saluto all'Alba") a nord. La cinta vantava 910 torri di varia natura e un triplice anello di fossati. Fuori Porta Danfengmen si trovava il terreno c.d. "Jiju" dove i nobili Kitai giocavano un'antica forma di polo.
All'interno della sezione sud-ovest della città murata esterna c'era una città rettangolare murata interna che durante l'era Tang serviva da quartier generale del comandante di Lulong. I Liao convertirono questa città interna in una cittadella con quattro porte. A sud e ad ovest, la cittadella condivideva le porte con la città murata esterna, Xianximen e Danfengmen. La porta nord della cittadella era Yabeimen e la porta est era Xuanhemen. In linea con la tradizione kitana che orienta gli edifici verso est, la porta principale della città imperiale era Xuanhemen. Sulla cima di Xuanhemen si trovava il "Padiglione delle Cinque Fenici" (Wufenglou) dal quale il sovrano kitano poteva guardare il paesaggio urbano ad est. Fuori dalla porta si trovava il Tempio Minzhong (attuale Tempio Fayuan), il più antico di Pechino.
La sezione nord della mura si estendeva dal moderno Tempio della Nuvola Bianca ad est lungo lo Hutong Toufa. L'adiacente Hutong Shoushui, già noto come "Fiume dell'Acqua Puzzolente" sorge con buona probabilità sull'antico fossato della Nanchino Liao. Le mura orientali correvano invece appena ad ovest del Hutong Lanman, a sua volta sorto sopra il fossato orientale. Il Tempio Fayuan, circa 200 m a ovest del Hutong Lanman, era racchiuso dal perimetro murato. Una tavoletta di pietra vicino a Caishikou segna la posizione della Porta Andongmen. Le mura meridionali correva invece all'incirca lungo la moderna Strada Baizhifang. Una tavoletta di pietra all'incrocio tra Baizhifang e You'anmen segna il sito della Porta Kaiyangmen. Le mura occidentali si estendeva dal Tempio della Nuvola Bianca al quartiere Xiaohongmiao, ad est del fiume Lianhua, che fungeva da fossato occidentale.
La capitale Liao mantenne la divisione dei 26 quartieri della città di Tang, con i mercati principali ubicati nella parte settentrionale della città.

### Città Interna/Imperiale
All'interno della "Città imperiale" si trovava il complesso palaziale dei Liao che, secondo la tradizione cinese Han, si affacciava a sud. La struttura, come la successiva Città Proibita, aveva due porte interne rivolte a sud, Xuanjiaomen e Nanduanmen, ribattezzate rispettivamente Yuanhemen e Qixiamen nel 1006. A est e ovest sorgevano le porte Zuoyemen e Youyemen, ribattezzate Wanchunmen e Qianqiumen nel medesimo anno.
Il palazzo si trovava nello stesso sito in cui Shi Siming aveva costruito il suo palazzo quando si dichiarò imperatore nel 759, durante la ribellione An-Shi. I padiglioni del palazzo noti sono: Yurong, Xuanhe, Danei e Yongping.

### Luoghi di culto
La città aveva numerosi templi tra cui Minzhong, Yanshou e Wutian. Tra quelli che sopravvivono ancora oggi ci sono: il tempio Minzhong, ora noto come Tempio Fayuan, il Tempio di Tianning la cui pagoda, costruita in epoca Liao, è tra gli edifici più antichi di Pechino; il tempio taoista della nuvola bianca e la Moschea Niujie, fondata nel 996 da Nazaruddin, residente arabo e ora la più antica moschea di Pechino.